# Can Culleres
|  | Per a altres significats, vegeu «Can Culleres (Granollers)». |

Can Culleres era un fàbrica del Poblenou de Barcelona, de la que només es conserven l'edifici d'oficines situat al xamfrà dels carrers de Roc Boronat i de Pallars, i l'edifici del Rellotge al primer d'aquests carrers, ambdós catalogats com a bé amb elements d'interès (categoria C). El seu nom popular prové del fet que hom hi fabricava coberts de taula. Tot i això, també s'hi fabricaven cartutxos, primer per a l'exèrcit republicà, i després per a l'exèrcit franquista.

## Història
El 1912, Joaquim Ribera i Barnola va fundar una empresa dedicada a la fabricació de coberts de taula, amb fàbrica a la Rambla de Poblenou (aleshores Passeig del Triomf), entre els carrers de Pujades, Lutxana (avui Roc Boronat) i Pallars, ocupant gairebé dues illes del Pla Cerdà. El 1921, l'empresa va adoptar la forma jurídica de societat anònima Metales y Platería Ribera.
El 1946, l'enginyer industrial Joan Vallvé i Creus, director tècnic de l'empresa i casat amb una Ribera, va projectar un edifici al carrer de Lutxana, 66, El 1947, l'enginyer industrial Joan Vallvé i Creus, director tècnic de l'empresa i casat amb una Ribera, va projectar un nou edifici d'oficines, i el 1951, s'encarregà de l'ampliació fins al xamfrà del carrer de Pallars.
A partir del 1954, els arquitectes Josep Martorell i Oriol Bohigas van projectar la resta de naus a l'interior d'illa (actualment enderrocades), i entre 1958 i 1959 també s'encarregaren dels blocs d'apartaments per als treballadors de la fàbrica al carrer de Pallars, 299-317. A més dels habitatges socials, els treballadors gaudien d'altres beneficis, com ara colònies per als fills a l'estiu, o galls dindi vius per Nadal.
El 1984, l'empresa va començar a cotitzar en borsa quan la producció de coberts ja havia estat traslladada a una altra fàbrica (Industrias Reunidas de Sallent) i la fàbrica del Poblenou es dedicava a la fundició de metalls, fabricació de monedes, tubs de refrigeració i components per a la fabricació d'armament, automòbils i la indústria electrònica en general. Ofegada pels deutes, va fer suspensió de pagaments el 1985 i va tancar a finals de la dècada. La majoria de les naus, van ser enderrocades, una primera part ràpidament després del tancament per a poder perllongar el carrer de la Llacuna, i la resta, excepte l'edifici administratiu, va desaparèixer el 2009.

## Descripció
De planta baixa i dos pisos, destaca per la seva sobrietat formal, presenta un cos central, ubicat al xamfrà, que predomina per la seva alçada respecte a les dues ales laterals i pels grans finestrals de factura racionalista. A les façanes es combinen parament d'obra vista amb paraments estucats amb línies incises que simulen carreus, i una successió de pilastres i grans finestrals que doten la façana d'un ritme de mercada verticalitat. Cal destacar els dos fanals originals de metall que encara es conserven emmarcant la porta d'entrada.

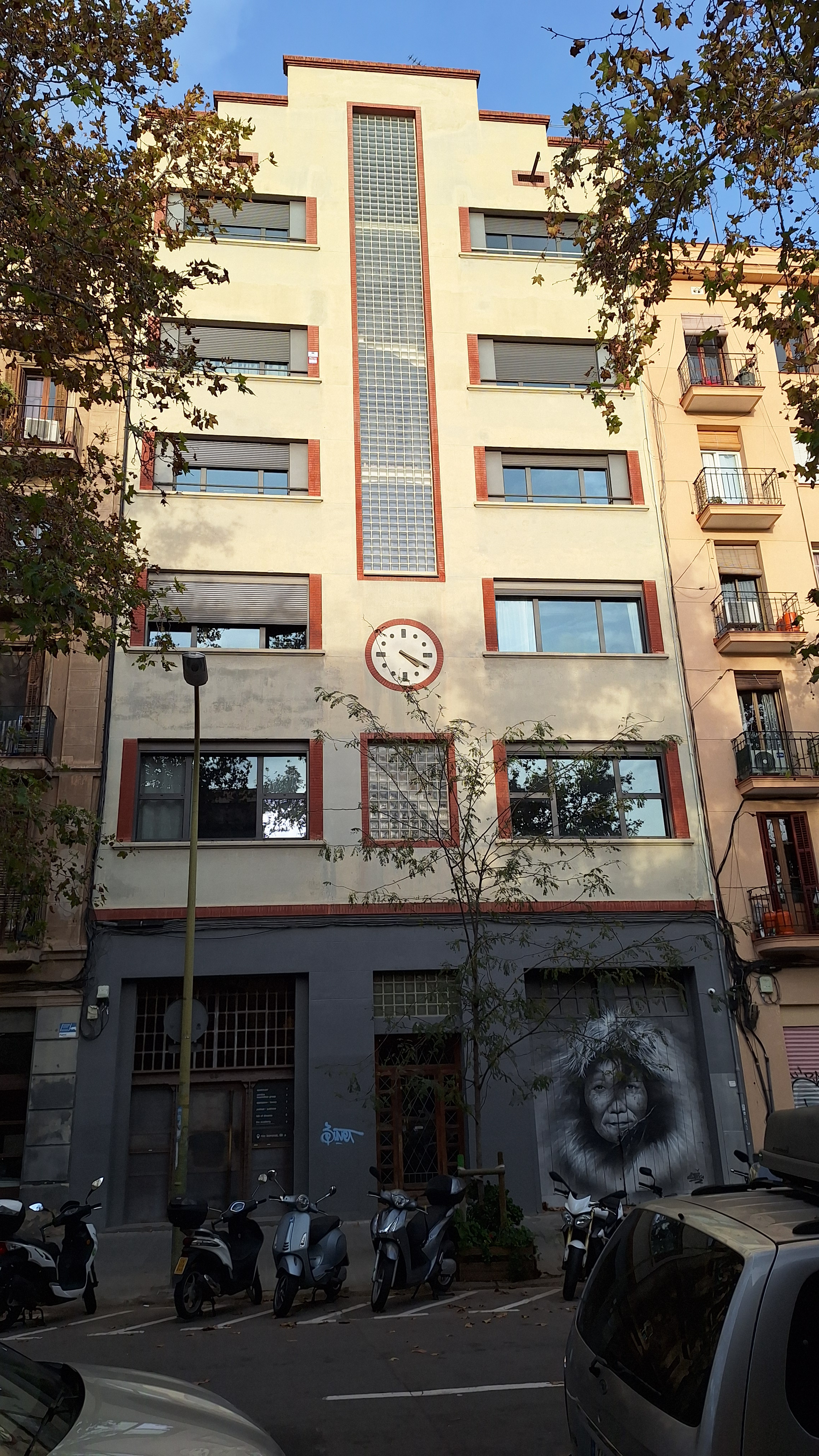
Edifici del Rellotge

### Edifici del Rellotge
Consta de planta baixa i cinc pisos, i la composició simètrica de la façana adopta un llenguatge racionalista proper a l'Art déco. A l'eix central, corresponent a les escales, hi ha un llarg finestral vertical interromput a l'alçada del segon pis per un rellotge. El parament és d'estuc de textura raspada excepte als emmarcaments de les obertures, i una imposta que separa la planta baixa (destinada a magatzems) dels pisos (destinats a oficines i habitatges per als treballadors), que imiten el maó vist.